# جوزف ام. شنک
جوزف ام. شنک (انگلیسی: Joseph M. Schenck؛ ۲۵ دسامبر ۱۸۷۸ – ۲۲ اکتبر ۱۹۶۱) تهیه‌کننده اهل ایالات متحده آمریکا بود.
وی در سال ۱۹۵۲ برنده جایزه اسکار افتخاری شده‌است، همچنین نام وی در پیاده‌روی مشاهیر هالیوود درج شده‌است.

## فیلم‌شناسی
- در غرب (۱۹۱۸)
- عشق (۱۹۱۹)
- مترسک (۱۹۲۰)
- همسایه‌ها (۱۹۲۰)
- زندانی ۱۳ (۱۹۲۰)
- اشاره هشداردهنده (۱۹۲۱)
- تماشاخانه (۱۹۲۱)
- بز (۱۹۲۱)
- شمال یخ‌زده (۱۹۲۲)
- آهنگر (۱۹۲۲)
- خانه برقی (۱۹۲۲)
- رنگ‌پریده (۱۹۲۲)
- خیال‌پردازی‌ها (۱۹۲۲)
- خانواده همسرم (۱۹۲۲)
- پلیس‌ها (۱۹۲۲)
- شیفته بالون (۱۹۲۳)
- عقاب (۱۹۲۵)
- خفاش (۱۹۲۶)
- کمیل (۱۹۲۶)
- کالج (۱۹۲۷)
- طوفان (۱۹۲۸)
- آبراهام لینکلن (۱۹۳۰)
- بسیار شیک‌پوش (۱۹۳۰)